# افتراس الصغار
افتراس الصغار (Paedophagy) (تعني حرفيًا "تناول الأطفال") هو سلوك الأكل لدى الأسماك أو الحيوانات الأخرى التي تتغذى بشكل جزئي أو أساسي على بيض أو يرقات الحيوانات الأخرى. وتنتمي العديد من أنواع أسماك سكليد من بحيرة مالاوي من أجناس كابريكروميس وهيميتانيوكروميس ونيفوكروميس لمفترسات الصغار. في بحيرة تنجانيقا، يمكن أيضًا إدراج أنواع أسماك جنس هابلوتاكسودون وربما جرينوودوتشروميس بيلكروسي ضمن هذا النوع من إستراتيجيات الأكل. وتنتمي أسماك البلطي البرتقالي (إتروبلوس ماكولاتوس لأسماك السكليد مفترسة الصغار.
تتخصص بعض الأسماك مفترسات الصغار في التغذي على صغار أسماك السكليد التي تحتضن صغارها في فمها؛ حيث تدّك الحُفرة الشدقية لحاضنة الفم حتى تتمكن من إخراج البيض أو اليرقات المحفوظة بداخلها ثم تناولها.